# Mžany
Mžany település Csehországban, a Hradec Králové-i járásban. Mžany Nechanice, Mokrovousy, Dohalice, Sadová, Stračov és Sovětice településekkel határos. Lakosainak száma 446 fő (2024. január 1.).

## Népesség
A település lakosságának változását az alábbi diagram mutatja:
| Lakosok száma | 911  | 933  | 805  | 619  | 411  | 406  | 418  | 423  | 412  | 446  |
|               | 1869 | 1890 | 1921 | 1950 | 1980 | 2001 | 2017 | 2019 | 2022 | 2024 |